# ناوكي كوسونوسي
ناوكي كوسونوسي (楠瀬 直木) (مواليد 17 أبريل 1964) هو مدرب كرة قدم.

## وصلات خارجية
- J.League Data Site (باليابانية)